# سکوی پرتاب

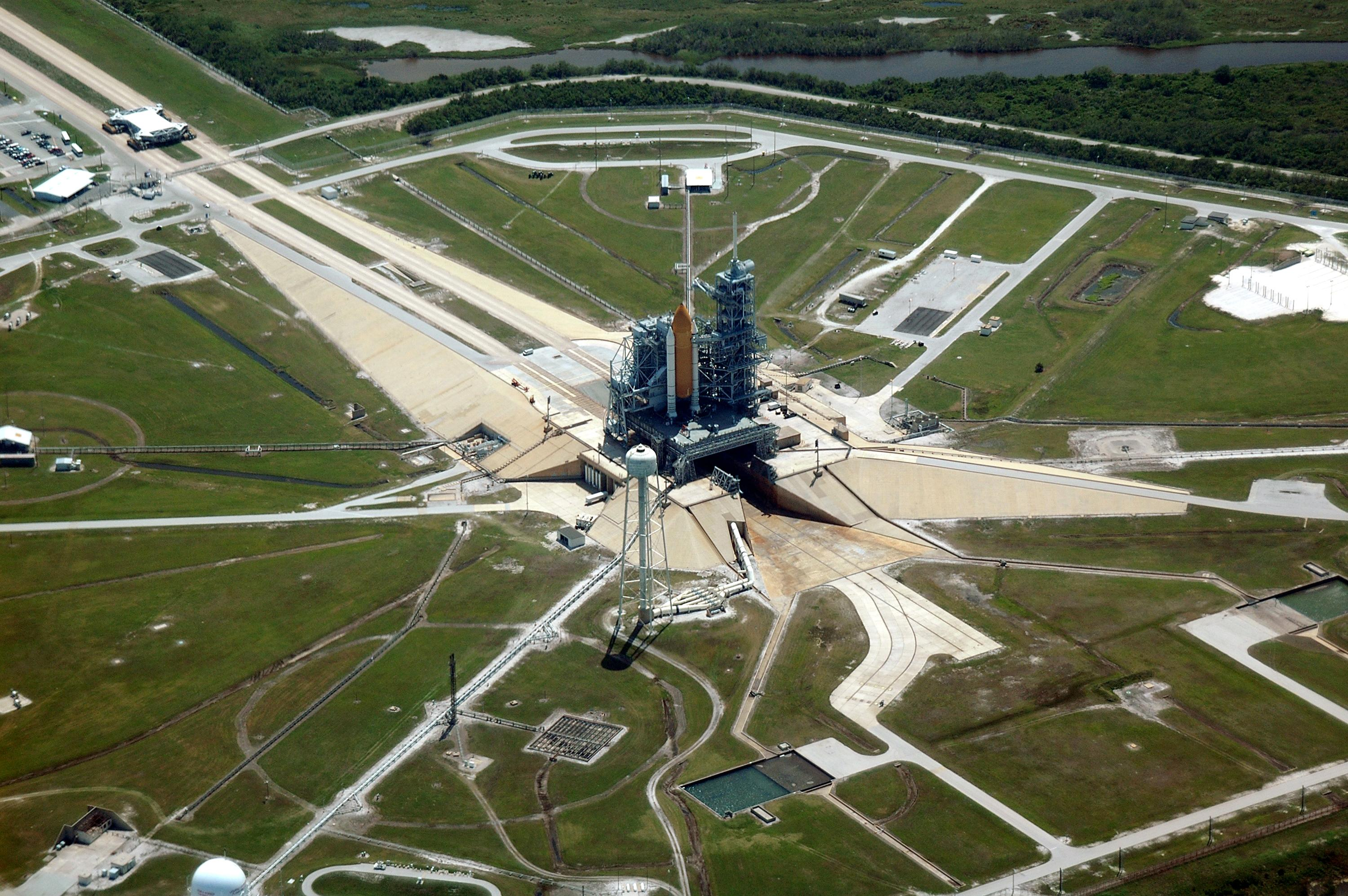

سکوی پرتاب (به انگلیسی: Launch pad) به قسمتی گفته می‌شود که با بلند کردن موشک‌های قاره‌پیما یا دوربرد، موشک‌های فضایی و موشک‌هایی به وزن بیش از ۱۰۰۰ پوند موشک را آماده شلیک می‌کند.